# Girls Planet 999
Girls Planet 999: The Girls Saga (prosto nazywane Girls Planet 999) – południowokoreański survivalowy reality show transmitowany na antenie Mnet. Premiera odbyła się 6 sierpnia 2021 roku, a początkowo emitowany był co piątek o godzinie 20:20 KST przez pierwsze jedenaście odcinków, aż do finału, który odbył się 22 października i był transmitowany na żywo o godzinie 20:00 KST. Program był emitowany na kanale Mnet, IQIYI, AbemaTV, tvN Asia lub YouTube, w zależności od regionu, w którym oglądał widz.
Produkcją zajęły się firma macierzysta, CJ E&M, oraz jej spółki zależnej Studio Take One, we współpracy z deweloperem i wydawcą gier NCSoft. Celem konkursu było zadebiutowanie nowej dziewięcioosobowej dziewczęcej grupy K-pop, składającej się ze stażystów i idoli z Chin, Japonii i Korei Południowej. Przesłuchania do konkursu odbywały się od stycznia do lutego 2021 roku.
Spośród 13 000 zgłoszeń, wybrano 99 finalistek. Te 99 uczestniczek zostało podzielonych równo na trzy grupy: K-Group (grupa koreańska), C-Group (grupa chińska) i J-Group (grupa japońska).
W finale, który odbył się 22 października 2021 roku i został transmitowany na żywo, program ogłosił ostateczne 9 członkiń, które zadebiutują jako Kep1er.
Drugi sezon o nazwie Boys Planet miał swoją premierę 2 lutego 2023 roku i skupiał się na stażystach i idolach płci męskiej.

## Koncepcja i format
Motyw „planet” programu został zaczerpnięty z nowej współpracy między Mnet a nową platformą NCSoft o nazwie Universe, która skupia się na muzyce K-pop. Platforma ta umożliwiała głosowanie również mieszkańcom innych krajów spoza trzech uczestniczących, a także udostępniała inne promocyjne treści związane z programem.
W programie początkowo dziewczęta były grupowane w grupy po 3, nazywane „komórkami”. Cała grupa dziewcząt mogła zostać wyeliminowana jednocześnie, co zwiększało ryzyko eliminacji. Aby temu zapobiec, wprowadzono „Planet Top 9”. Uczestniczki, które zostały wybrane lub zagłosowane do Planet Top 9 (oznaczone jako P1 do P9), mogły reorganizować grupy w celu zmniejszenia ryzyka eliminacji. Komórki zostały rozwiązane po pierwszej rundzie eliminacyjnej. Pod koniec programu, bez względu na narodowość, zadebiutowało 9 najlepszych uczestniczek z największą liczbą głosów.

## Promocja i transmisja
Program, a także jego przesłuchania, zostały po raz pierwszy ogłoszone 11 stycznia 2021 roku przez Mnet. Yeo Jin-goo został ogłoszony prezenterem programu 8 czerwca, a następnie ogłoszono mentorki/mentorów oraz nazwę otwarcia programu jeszcze w tym samym miesiącu. W tym samym miesiącu w Mnet wyemitowano więcej materiałów promocyjnych związanych z programem.
Data premiery programu, czyli 6 sierpnia 2021 roku, została potwierdzona w zwiastunie, który został opublikowany 6 lipca 2021 roku. Kolejny zwiastun przedstawiający twarze 99 uczestniczek został opublikowany 8 lipca, razem z plakatem promocyjnym.
Piosenka przewodnia,  „OOO (Over&Over&Over)”, została wydana 12 lipca 2021 roku, wraz z występem grupy koreańskiej, gdzie Kim Dayeon zajmowała centralną pozycję. Inna wersja występu, z udziałem grupy chińskiej, została wydana 14 lipca, gdzie Shen Xiaoting zajmowała centralną pozycję. Wersja japońska została wydana 16 lipca, gdzie Hikaru Ezaki była centralną postacią. Pełna wersja zawierająca wszystkie trzy grupy została wydana 29 lipca podczas M Countdown, poprzedzona profilami uczestników, które były publikowane od 17 do 19 lipca o godzinie 10:00 KST dla każdej grupy.
Program był dostępny za pośrednictwem Mnet w Korei Południowej, iQIYI w Chinach, AbemaTV i Mnet Japan w Japonii, tvN Asia w Azji Południowo-Wschodniej oraz na YouTube na resztę świata przez kanał YouTube Mnet K-POP.

## Obsada
Program był prezentowany przez Yeom Jin-goo, znanego jako „Planet Master”. Pozostali mentorzy, również określani mianem „masters”, to:
- K-Pop Masters:
  - Lee Sun-mi
  - Tiffany Young
- Dance Masters:
  - Baek Koo-young
  - Jang Juhee
- Vocal Masters:
  - Lim Han-byul
  - Jo A-young
- Rap Master (odcinki 6–7):
  - Woo Won-jae

## Uczestniczki
W programie uczestniczyło ogółem 99 uczestniczek. 33 z nich pochodziło z Korei, 33 z Chin, Tajwanu i Hongkongu, a ostatnich 33 było z Japonii.
Angielskie nazwiska uczestniczek grupy K i grupy C są przedstawiane zgodnie z kolejnością wschodnią na oficjalnej stronie internetowej, podczas gdy nazwiska uczestniczek grupy J są przedstawiane w kolejności zachodniej.
Legenda
| 99 uczestniczek                    | 99 uczestniczek                  | 99 uczestniczek                    | 99 uczestniczek                    | 99 uczestniczek                        |
| K-Group ( Korea Południowa)        | K-Group ( Korea Południowa)      | K-Group ( Korea Południowa)        | K-Group ( Korea Południowa)        | K-Group ( Korea Południowa)            |
| ---------------------------------- | -------------------------------- | ---------------------------------- | ---------------------------------- | -------------------------------------- |
| Kim Chae-hyun (김채현)             | Huening Bahiyyih (휴닝바히에)    | Choi Yu-jin (최유진)               | Kim Da-yeon (김다연)               | Seo Young-eun (서영은)                 |
| Kang Ye-seo (강예서)               | Kim Su-yeon (김수연)             | Guinn Myah (귄마야)                | Kim Bo-ra (김보라)                 | Kim Do-ah (김도아)                     |
| Yoon Ji-a (윤지아)                 | Jeong Ji-yoon (정지윤)           | An Jeong-min (안정민)              | Lee Hye-won (이혜원)               | Kim Hye-rim (김혜림)                   |
| Huh Ji-won (허지원)                | Choi Ye-young (최예영)           | Lee Chae-yun (이채윤)              | You Da-yeon (유다연)               | Kim Se-in (김세인)                     |
| Sim Seung-eun (심승은)             | Lee Yeon-gyung (이연경)          | Lee Ra-yeon (이나연)               | Lee Sun-woo (이선우)               | Kim Ye-eun (김예은)                    |
| Lee Yun-ji (이윤지)                | Choi Hye-rin (최혜린)            | Ryu Si-on (류시온)                 | Suh Ji-min (서지민)                | Joung Min (정민)                       |
| Kim Yu-bin (김유빈)                | Cho Ha-eun (조하은)              | Han Da-na (한다나)                 |                                    |                                        |
| C-Group ( Chiny, Tajwan, Hongkong) |                                  |                                    |                                    |                                        |
| Shen Xiaoting (沈小婷)             | Fu Yaning (符雅凝)               | Su Ruiqi (苏芮琪)                  | Wen Zhe (文哲)                     | Huang Xingqiao (黄星侨)                |
| Chen Hsinwei (陳昕葳)              | Zhou Xinyu (周心语)              | Cai Bing (蔡冰)                    | Xu Ziyin (徐紫茵)                  | Liang Jiao (梁娇)                      |
| Li Yiman (李伊蔓)                  | Yang Zige (杨梓格)               | Wang Yale (王雅乐)                 | Zhang Luofei (张洛菲)              | Hsu Nientzu (許念慈)                   |
| Chiayi (家儀)                      | Wu Tammy (吴甜蜜)                | Leung Cheukying (梁卓瀅)           | Xia Yan (夏研)                     | Liang Qiao (梁乔)                      |
| Xu Ruowei (徐若惟)                 | Gu Yizhou (顾逸舟)               | Chang Ching (張競)                 | Ma Yuling (马玉灵)                 | Lin Chenhan (林辰涵)                   |
| Cui Wenmeixiu (崔文美秀)           | Chien Tzuling (簡紫翎)           | Ho Szeching (何思澄)               | Poon Wingchi (潘穎芝)              | Lin Shuyun (林書蘊)                    |
| Liu Shiqi (刘诗琦)                 | Wang Qiuru (王秋茹)              | Liu Yuhan (刘钰涵)                 |                                    |                                        |
| J-Group ( Japonia)                 |                                  |                                    |                                    |                                        |
| Hikaru Ezaki (jap. 江崎ひかる)     | Mashiro Sakamoto (jap. 坂本舞白) | Yurina Kawaguchi (jap. 川口ゆりな) | Shana Nonaka (jap. 野仲紗奈)       | Ruan Ikema (jap. 池間琉杏)             |
| Manami Nagai (jap. 永井愛実)       | Ririka Kishida (jap. 岸田莉里花) | May (jap. メイ)                    | Kotone Kamimoto (jap. 嘉味元琴音)  | Reina Kubo (jap. 久保玲奈)             |
| Miu Sakurai (jap. 櫻井美羽)        | Ayana Kuwahara (jap. 桑原彩菜)   | Moana Yamauchi (jap. 山内若杏名)   | Shihona Sakamoto (jap. 坂本しほな) | Risako Arai (jap. 新井理沙子)          |
| Moka Shima (jap. 島望叶)           | Ayaka Fujimoto (jap. 藤本彩花)   | Hana Hayase (jap. 早瀬華)          | Miyu Ito (jap. 伊藤美優)           | Fuko Hayashi (jap. 林楓子)             |
| Nagomi Hiyajo (jap. 比屋定和)      | Rinka Ando (jap. 安藤梨花)       | Rinka Aratake (jap. 荒武凛香)      | Momoko Okazaki (jap. 岡崎百々子)   | Vivienne Inaba (jap. 稲葉ヴィヴィアン) |
| Yume Murakami (jap. 村上結愛)      | Rei Kamikura (jap. 神藏令)       | Hina Terasaki (jap. 寺崎日菜)      | Sumomo Okuma (jap. 大熊李)         | Fuka Oki (jap. 沖楓花)                 |
| Miyu Kanno (jap. 菅野美優)         | Yuna Kitajima (jap. 北島由菜)    | Kyara Nakamura (jap. 中村伽羅)     |                                    |                                        |

## Ranking

### Planet Top 9
Planet Top 9 było wybierane przez mentorów (odcinek 2) lub głosowanie widzów programu; ci, którzy zostali wybrani do Planet Top 9 w odcinku 2, otrzymali możliwość przetasowania i organizowania podgrup.
Legenda
| #  | Odc.2          | Odc.5              | Odc.8                 | Odc.9                 | Odc.11                | Special Live          | Odc.12                |
| #  | Uczestniczka   | Uczestniczka       | Uczestniczka          | Uczestniczka          | Uczestniczka          | Uczestniczka          | Uczestniczka          |
| -- | -------------- | ------------------ | --------------------- | --------------------- | --------------------- | --------------------- | --------------------- |
| P1 | Hikaru Ezaki   | Yurina Kawaguchi   | Shen Xiaoting (↑1)    | Shen Xiaoting (–)     | Shen Xiaoting (–)     | Kim Chaehyun (↑10)    | Kim Chaehyun (–)      |
| P2 | Kang Yeseo     | Shen Xiaoting (↑1) | Yurina Kawaguchi (↓1) | Kim Dayeon (↑8)       | Kim Dayeon (–)        | Choi Yujin (↑3)       | Huening Bahiyyih (↑3) |
| P3 | Shen Xiaoting  | Hikaru Ezaki (↓1)  | Mashiro Sakamoto (↑2) | Hikaru Ezaki (↑1)     | Mashiro Sakamoto (↑1) | Kim Dayeon (↓1)       | Choi Yujin (↓1)       |
| P4 | Su Ruiqi       | Choi Yujin (↑3)    | Hikaru Ezaki (↓1)     | Mashiro Sakamoto (↓1) | Hikaru Ezaki (↓1)     | Seo Youngeun (↑5)     | Kim Dayeon (↓1)       |
| P5 | Jeong Jiyoon   | Mashiro Sakamoto   | Choi Yujin (↓1)       | Yurina Kawaguchi (↓3) | Choi Yujin (↑1)       | Huening Bahiyyih (↑8) | Seo Youngeun (↓1)     |
| P6 | Seo Youngeun   | Su Ruiqi (↓2)      | Su Ruiqi (–)          | Choi Yujin (↓1)       | Yurina Kawaguchi (↓1) | Kang Yeseo (↑6)       | Kang Yeseo (–)        |
| P7 | Choi Yujin     | Cai Bing (↑1)      | Huang Xingqiao        | Su Ruiqi (↓1)         | Shana Nonaka (↑2)     | Kim Suyeon (↑10)      | Hikaru Ezaki (↑5)     |
| P8 | Cai Bing       | Kang Yeseo (↓6)    | Cai Bing (↓1)         | Kim Chaehyun (↑1)     | Fu Yaning (↑2)        | Guinn Myah (↑17)      | Mashiro Sakamoto (↑6) |
| P9 | Ayana Kuwahara | Kim Chaehyun       | Kim Chaehyun (–)      | Shana Nonaka (↑2)     | Seo Youngeun (↑3)     | Su Ruiqi (↑1)         | Shen Xiaoting (↑7)    |

### Planet Pass
Planet Pass to głosowanie mentorów, w ramach którego wyeliminowani uczestnicy mogli zostać przywróceni do programu.
Pierwsze dwie rundy eliminacyjne obejmowały Planet Pass dla jednego wyeliminowanego uczestnika z każdej grupy. Trzecia runda eliminacyjna obejmowała tylko jeden Planet Pass, który mógł zostać przyznany dowolnemu wyeliminowanemu uczestnikowi, niezależnie od grupy.
| Odc.5      | Odc.8           | Odc.11     |
| ---------- | --------------- | ---------- |
| Ruan Ikema | Kotone Kamimoto | Guinn Myah |
| Wen Zhe    | Zhou Xinyu      | Guinn Myah |
| Kim Hyerim | Kim Suyeon      | Guinn Myah |

### Pierwsza runda głosowania
Pierwsza runda głosowania odbyła się od 13 sierpnia 2021 roku do 28 sierpnia 2021 roku.
Głosujący (widzowie i mentorzy) oddawali głosy na trzy podgrupy oraz trzy dziewczyny z każdej grupy.
Eliminacje były oparte na punktach podgrupy, natomiast Planet Top 9 był oparty na indywidualnych punktach.
Legenda
| Pozycja | Odcinek 3          | Odcinek 3          | Odcinek 3          | Odcinek 3 | Odcinek 5          | Odcinek 5          | Odcinek 5          | Odcinek 5   |
| Pozycja | Członkinie podgrup | Członkinie podgrup | Członkinie podgrup | Punkty    | Członkinie podgrup | Członkinie podgrup | Członkinie podgrup | Punkty      |
| Pozycja | K                  | C                  | J                  | Punkty    | K                  | C                  | J                  | Punkty      |
| ------- | ------------------ | ------------------ | ------------------ | --------- | ------------------ | ------------------ | ------------------ | ----------- |
| 1       | Choi Yujin         | Cai Bing           | May                | 1,328,882 | Choi Yujin         | Cai Bing           | May                | 2,929,629   |
| 2       | Seo Youngeun       | Shen Xiaoting      | Yurina Kawaguchi   | 1,176,035 | Seo Youngeun       | Shen Xiaoting      | Yurina Kawaguchi   | 2,649,735   |
| 3       | Jeong Jiyoon       | Su Ruiqi           | Hikaru Ezaki       | 1,065,592 | Jeong Jiyoon       | Su Ruiqi           | Hikaru Ezaki       | 2,048,599   |
| 4       | Kang Yeseo         | Huang Xingqiao     | Mashiro Sakamoto   | 843,274   | Kang Yeseo         | Huang Xingqiao     | Mashiro Sakamoto   | 1,912,854   |
| 5       | Huening Bahiyyih   | Hsu Nientzu        | Shihona Sakamoto   | 534,755   | Kim Chaehyun       | Li Yiman           | Ayana Kuwahara     | 1,153,957   |
| 6       | Kim Doah           | Xu Ziyin           | Risako Arai        | 502,682   | Kim Doah           | Xu Ziyin           | Risako Arai        | 1,134,128   |
| 7       | Kim Chaehyun       | Li Yiman           | Ayana Kuwahara     | 351,067   | Huening Bahiyyih   | Hsu Nientzu        | Shihona Sakamoto   | 1,025,869   |
| 8       | Kim Suyeon         | Fu Yaning          | Shana Nonaka       | 286,390   | Kim Suyeon         | Fu Yaning          | Shana Nonaka       | 640,747     |
| 9       | Kim Dayeon         | Wu Tammy           | Miu Sakurai        | 223,105   | Kim Dayeon         | Wu Tammy           | Miu Sakurai        | 589,272     |
| 10      | Choi Yeyoung       | Chen Hsinwei       | Reina Kubo         | 209,637   | Choi Yeyoung       | Chen Hsinwei       | Kubo Reina         | 490,970     |
| 11      | Lee Chaeyun        | Leung Cheukying    | Ririka Kishida     | 183,342   | Guinn Myah         | Yang Zige          | Kotone Kamimoto    | 485,596     |
| 12      | An Jeongmin        | Wang Yale          | Ayaka Fujimoto     | 156,942   | Huh Jiwon          | Chiayi             | Moana Yamauchi     | 467,491     |
| 13      | Huh Jiwon          | Chiayi             | Moana Yamauchi     | 156,595   | Lee Chaeyun        | Leung Cheukying    | Ririka Kishida     | 431,400     |
| 14      | Lee Hyewon         | Liang Jiao         | Manami Nagai       | 148,979   | Lee Hyewon         | Liang Jiao         | Manami Nagai       | 419,671     |
| 15      | You Dayeon         | Xu Ruowei          | Rei Kamikura       | 122,428   | An Jeongmin        | Wang Yale          | Ayaka Fujimoto     | 392,201     |
| 16      | Guinn Myah         | Yang Zige          | Kotone Kamimoto    | 117,496   | Kim Bora           | Zhang Luofei       | Hana Hayase        | 383,678     |
| 17      | Kim Sein           | Wen Zhe            | Momoko Okazaki     | 110,687   | Yoon Jia           | Zhou Xinyu         | Moka Shima         | 370,017     |
| –       | –                  | –                  | –                  | –         | Kim Hyerim         | Wen Zhe            | Ruan Ikema         | Planet Pass |

### Druga runda głosowania
Druga runda głosowania odbyła się od 3 września 2021 roku do 18 września 2021 roku.
Głosujący oddawali głosy na trzy uczestniczki z każdej grupy.
Eliminacje były oparte na indywidualnych punktach w obrębie grupy K, grupy C i grupy J.
Legenda
| Pozycja | Odcinek 8             | Odcinek 8   | Odcinek 8           | Odcinek 8   | Odcinek 8             | Odcinek 8   |
| Pozycja | K                     | K           | C                   | C           | J                     | J           |
| Pozycja | Nazwa                 | Punkty      | Nazwa               | Punkty      | Nazwa                 | Punkty      |
| ------- | --------------------- | ----------- | ------------------- | ----------- | --------------------- | ----------- |
| 1       | Choi Yujin (–)        | 3 173 040   | Shen Xiaoting (–)   | 5 517 873   | Yurina Kawaguchi (–)  | 4 661 720   |
| 2       | Kim Chaehyun (↑1)     | 2 665 915   | Su Ruiqi (–)        | 2 912 831   | Mashiro Sakamoto (↑1) | 4 578 784   |
| 3       | Kim Dayeon (↑4)       | 2 614 923   | Huang Xingqiao (↑1) | 2 816 654   | Hikaru Ezaki (↓1)     | 4 176 316   |
| 4       | Kang Yeseo (↓2)       | 2 4755 38   | Cai Bing (↓1)       | 2 682 114   | Shana Nonaka (↑2)     | 2 563 703   |
| 5       | Seo Youngeun (↓1)     | 2 015 176   | Wen Zhe (↑6)        | 2197276     | Manami Nagai (↑2)     | 2 363 513   |
| 6       | Guinn Myah (↑3)       | 1 803 320   | Chen Hsinwei (↓1)   | 1 751 753   | Ririka Kishida (↓1)   | 2 221 061   |
| 7       | Kim Bora (↑5)         | 1 662 629   | Fu Yaning (–)       | 1 658 939   | Ruan Ikema (↑7)       | 1 729 825   |
| 8       | Huening Bahiyyih (↓2) | 1 503 092   | Xu Ziyin (↓2)       | 1 637 433   | May (↓4)              | 1 696 554   |
| –       | Kim Suyeon            | Planet Pass | Zhou Xinyu          | Planet Pass | Kotone Kamimoto       | Planet Pass |

| Odcinek 8 | Odcinek 8        | Odcinek 8 | Odcinek 8 | Odcinek 8      | Odcinek 8 | Odcinek 8 | Odcinek 8        | Odcinek 8   |
| #         | Nazwa            | Punkty    | #         | Nazwa          | Punkty    | #         | Nazwa            | Punkty      |
| --------- | ---------------- | --------- | --------- | -------------- | --------- | --------- | ---------------- | ----------- |
| P1        | Shen Xiaoting    | 5 517 873 | P10       | Kim Dayeon     | 2 614 923 | P19       | Ruan Ikema       | 1 729 825   |
| P2        | Jurina Kawaguchi | 4 661 720 | P11       | Shana Nonaka   | 2 563 703 | P20       | May              | 1 696 554   |
| P3        | Mashiro Sakamoto | 4 578 784 | P12       | Kang Yeseo     | 2 475 538 | P21       | Kim Bora         | 1 662 629   |
| P4        | Hikaru Ezaki     | 4 176 316 | P13       | Manami Nagai   | 2 363 513 | P22       | Fu Yaning        | 1 658 939   |
| P5        | Choi Yujin       | 3 173 040 | P14       | Ririka Kishida | 2 221 061 | P23       | Xu Ziyin         | 1 637 433   |
| P6        | Su Ruiqi         | 2 912 831 | P15       | Wen Zhe        | 2 197 276 | P24       | Huening Bahiyyih | 1 503 092   |
| P7        | Huang Xingqiao   | 2 816 654 | P16       | Seo Youngeun   | 2 015 176 | –         | Kotone Kamimoto  | Planet Pass |
| P8        | Cai Bing         | 2 682 114 | P17       | Guinn Myah     | 1 803 320 | –         | Zhou Xinyu       | Planet Pass |
| P9        | Kim Chaehyun     | 2 665 915 | P18       | Chen Hsinwei   | 1 751 753 | –         | Kim Suyeon       | Planet Pass |

### Trzecia runda głosowania
Trzecia runda głosowania odbył się od 24 września 2021 roku do 9 października 2021 roku. Głosujący mogli oddać głos tylko na jedną uczestniczkę z każdej grupy.
Eliminacje były oparte na indywidualnych głosach, niezależnie od grupy.
| Odcinek 9 | Odcinek 9             | Odcinek 9 | Odcinek 9              | Odcinek 11 | Odcinek 11            | Odcinek 11 | Odcinek 11 | Odcinek 11           | Odcinek 11  |
| #         | Nazwa                 | #         | Nazwa                  | #          | Nazwa                 | Punkty     | #          | Nazwa                | Punkty      |
| --------- | --------------------- | --------- | ---------------------- | ---------- | --------------------- | ---------- | ---------- | -------------------- | ----------- |
| P1        | Shen Xiaoting (–)     | P10       | Fu Yaning (↑12)        | P1         | Shen Xiaoting (–)     | 4,161,699  | P10        | Su Ruiqi (↓3)        | 1,369,169   |
| P2        | Kim Dayeon (↑8)       | P11       | Kang Yeseo (↑1)        | P2         | Kim Dayeon (–)        | 2,395,726  | P11        | Kim Chaehyun (↓3)    | 1,308,669   |
| P3        | Hikaru Ezaki (↑1)     | P12       | Seo Youngeun (↑4)      | P3         | Mashiro Sakamoto (↑1) | 2,314,788  | P12        | Kang Yeseo (↓1)      | 1,248,877   |
| P4        | Mashiro Sakamoto (↓1) | P13       | Huening Bahiyyih (↑11) | P4         | Hikaru Ezaki (↓1)     | 2,185,083  | P13        | Huening Bahiyyih (–) | 1,238,862   |
| P5        | Yurina Kawaguchi (↓3) | P14       | Wen Zhe (↑1)           | P5         | Choi Yujin (↑1)       | 1,747,716  | P14        | Wen Zhe (–)          | 1,121,791   |
| P6        | Choi Yujin (↓1)       | P15       | Huang Xingqiao (↓8)    | P6         | Yurina Kawaguchi (↓1) | 1,692,862  | P15        | Kim Bora (↑6)        | 1,023,271   |
| P7        | Su Ruiqi (↓1)         | P16       | Ruan Ikema (↑3)        | P7         | Shana Nonaka (↑2)     | 1,621,602  | P16        | Huang Xingqiao (↓1)  | 1,015,623   |
| P8        | Kim Chaehyun (↑1)     | P17       | Manami Nagai (↓4)      | P8         | Fu Yaning (↑2)        | 1,548,272  | P17        | Kim Suyeon (↑3)      | 989,381     |
| P9        | Shana Nonaka (↑2)     | P18       | Chen Hsinwei (–)       | P9         | Seo Youngeun (↑3)     | 1,524,572  | –          | Guinn Myah           | Planet Pass |

### Czwarta runda głosowania
Pierwsza runda czwartej rundy głosowania trwała od 15 października 2021 roku do godziny 10:00 KST 22 października 2021 roku.
Druga runda była otwarta podczas finałowej transmisji na żywo 22 października 2021 roku; wszystkie głosy oddane na żywo były podwojone.
Głosujący mogli zagłosować tylko na jedną uczestniczkę spośród osiemnastu pozostałych.
Członkinie debiutanckiego składu zostały wybrane na podstawie indywidualnych głosów, niezależnie od grupy.
| <9IRLS NI9HT A9IT> Special Live | <9IRLS NI9HT A9IT> Special Live | <9IRLS NI9HT A9IT> Special Live | <9IRLS NI9HT A9IT> Special Live | Odcinek 12 | Odcinek 12            | Odcinek 12 | Odcinek 12 | Odcinek 12            | Odcinek 12 |
| #                               | Nazwa                           | #                               | Nazwa                           | #          | Nazwa                 | Punkty     | #          | Nazwa                 | Punkty     |
| ------------------------------- | ------------------------------- | ------------------------------- | ------------------------------- | ---------- | --------------------- | ---------- | ---------- | --------------------- | ---------- |
| P1                              | Kim Chaehyun (↑10)              | P10                             | Fu Yaning (↓2)                  | P1         | Kim Chaehyun (–)      | 1,081,182  | P10        | Kim Suyeon (↓3)       | 650,790    |
| P2                              | Choi Yujin (↑3)                 | P11                             | Kim Bora (↑4)                   | P2         | Huening Bahiyyih (↑3) | 923,567    | P11        | Guinn Myah (↓3)       | 625,722    |
| P3                              | Kim Dayeon (↓1)                 | P12                             | Hikaru Ezaki (↓8)               | P3         | Choi Yujin (↓1)       | 915,722    | P12        | Fu Yaning (↓2)        | 560,606    |
| P4                              | Seo Youngeun (↑5)               | P13                             | Yurina Kawaguchi (↓7)           | P4         | Kim Dayeon (↓1)       | 885,286    | P13        | Su Ruiqi (↓4)         | 552,878    |
| P5                              | Huening Bahiyyih (↑8)           | P14                             | Mashiro Sakamoto (↓11)          | P5         | Seo Youngeun (↓1)     | 781,657    | P14        | Yurina Kawaguchi (↓1) | 525,051    |
| P6                              | Kang Yeseo (↑6)                 | P15                             | Shana Nonaka (↓8)               | P6         | Kang Yeseo (–)        | 770,561    | P15        | Kim Bora (↓4)         | 503,773    |
| P7                              | Kim Suyeon (↑10)                | P16                             | Shen Xiaoting (↓15)             | P7         | Hikaru Ezaki (↑5)     | 713,322    | P16        | Shana Nonaka (↓1)     | 342,370    |
| P8                              | Guinn Myah (↑17)                | P17                             | Wen Zhe (↓3)                    | P8         | Mashiro Sakamoto (↑6) | 708,149    | P17        | Wen Zhe (–)           | 88,673     |
| P9                              | Su Ruiqi (↑1)                   | P18                             | Huang Xingqiao (↓2)             | P9         | Shen Xiaoting (↑7)    | 700,663    | P18        | Huang Xingqiao (–)    | 56,600     |

### Wynik
Finał odbył się i był transmitowany na żywo 22 października 2021 roku. Yeo Jin-goo ogłosił, że nazwa nowo utworzonej grupy dziewcząt to Kep1er (Hangul: 케플러).
| Odcinek 12 | Odcinek 12       | Odcinek 12 | Odcinek 12              |
| #          | Nazwa            | Punkty     | Wytwórnia               |
| ---------- | ---------------- | ---------- | ----------------------- |
| P1         | Kim Chaehyun     | 1 081 182  | Wake One Entertainment  |
| P2         | Huening Bahiyyih | 923 567    | IST Entertainment       |
| P3         | Choi Yujin       | 915 722    | Cube Entertainment      |
| P4         | Kim Dayeon       | 885 286    | Jellyfish Entertainment |
| P5         | Seo Youngeun     | 781 657    | Biscuit Entertainment   |
| P6         | Kang Yeseo       | 770 561    | 143 Entertainment       |
| P7         | Hikaru Ezaki     | 713 322    | Avex Artist Academy     |
| P8         | Mashiro Sakamoto | 708 149    | 143 Entertainment       |
| P9         | Shen Xiaoting    | 700 663    | Top Class Entertainment |

## Dyskografia

### Minialbumy
| Rok  | Dane dot. albumu | Najwyższa pozycja |
| Rok  | Dane dot. albumu | JPN Hot           |
| ---- | --- | ----------------- |
| 2021 | Girls Planet 999 – Creation Mission - Wydany: 8 października 2021 - Wytwórnia: Stone Music Entertainment - Format: digital download, streaming    | 11                |
| 2021 | Girls Planet 999 – Completion Mission - Wydany: 22 października 2021 - Wytwórnia: Stone Music Entertainment - Format: digital download, streaming | —                 |

### Single
| Rok                                                       | Tytuł                    | Najwyższa pozycja | Album                                 |
| Rok                                                       | Tytuł                    | KOR               | Album                                 |
| --------------------------------------------------------- | ------------------------ | ----------------- | ------------------------------------- |
| 2021                                                      | „O.O.O (Over&Over&Over)" | –                 | –                                     |
| 2021                                                      | „U+Me=LOVE"              | –                 | Girls Planet 999 – Creation Mission   |
| 2021                                                      | „Snake"                  | –                 | Girls Planet 999 – Creation Mission   |
| 2021                                                      | „Shoot!"                 | –                 | Girls Planet 999 – Creation Mission   |
| 2021                                                      | „Utopia"                 | –                 | Girls Planet 999 – Creation Mission   |
| 2021                                                      | „Shine"                  | –                 | Girls Planet 999 – Completion Mission |
| 2021                                                      | „Another Dream"          | –                 | Girls Planet 999 – Completion Mission |
| „–” oznacza, że singiel nie był notowany na danej liście. |                          |                   |                                       |

## Oglądalność
| No. | Data emisji          | Oglądalność |
| No. | Data emisji          | Nationwide  |
| --- | -------------------- | ----------- |
| 1   | 6 sierpnia 2021      | 0.461%      |
| 2   | 13 sierpnia 2021     | 0,760%      |
| 3   | 20 sierpnia 2021     | 0,708%      |
| 4   | 27 sierpnia 2021     | 0,711%      |
| 5   | 3 września 2021      | 0,858%      |
| 6   | 10 września 2021     | 0,787%      |
| 7   | 17 września 2021     | 0,838%      |
| 8   | 24 września 2021     | 0,793%      |
| 9   | 1 października 2021  | 0,710%      |
| 10  | 8 października 2021  | 0,592%      |
| 11  | 15 października 2021 | 0,634%      |
| 12  | 22 października 2021 | 0.889%      |